# ماته
ماته (به انگلیسی: mate؛ گاهی تلفظ به شکل: maté؛ به اسپانیولی:ˈmate؛ به پرتغالی:ˈmatʃi)  یک نوشیدنی مقوی و انرژی زا است که از برگ‌های خشک گیاه یربا ماته با نام علمی (Ilex paraguariensis) تهیه می‌شود. همچنین شناخته شده با نام شیماهو (به پرتغالی: chimarrão، ʃimɐˈʁɐ̃w̃) یا سیمارون (به اسپانیولی: cimarrón)، حاوی منابع غنی کافئین در آمریکای جنوبی به‌ویژه آرژانتین اروگوئه، پاراگوئه، بولیوی، گرن چاکو و جنوب برزیل است. همچنین در سوریه که بزرگ‌ترین واردکننده آن در جهان است و توسط دروزیهای لبنان نیز این نوشیدنی مصرف می‌شود. به این نوشیدنی چای ماته هم می‌گویند که از خشک کردن و دم کردن برگ‌های درخت ماته بدست می‌آید.
گفته شده کافئین موجود در این نوشیدنی ۳۰٪ بیشتر از قهوه است علاوه بر اینکه عوارضی مثل تپش قلب را به همراه ندارد.

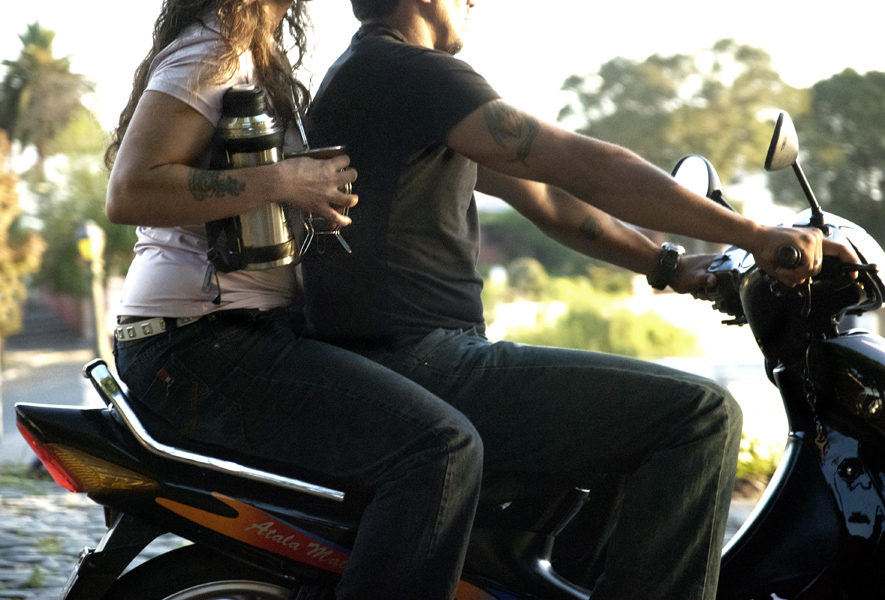
نوشیدن ماته در اروگوئه (کولونیا دل ساکرامنتو) بسیار عمومیت دارد.

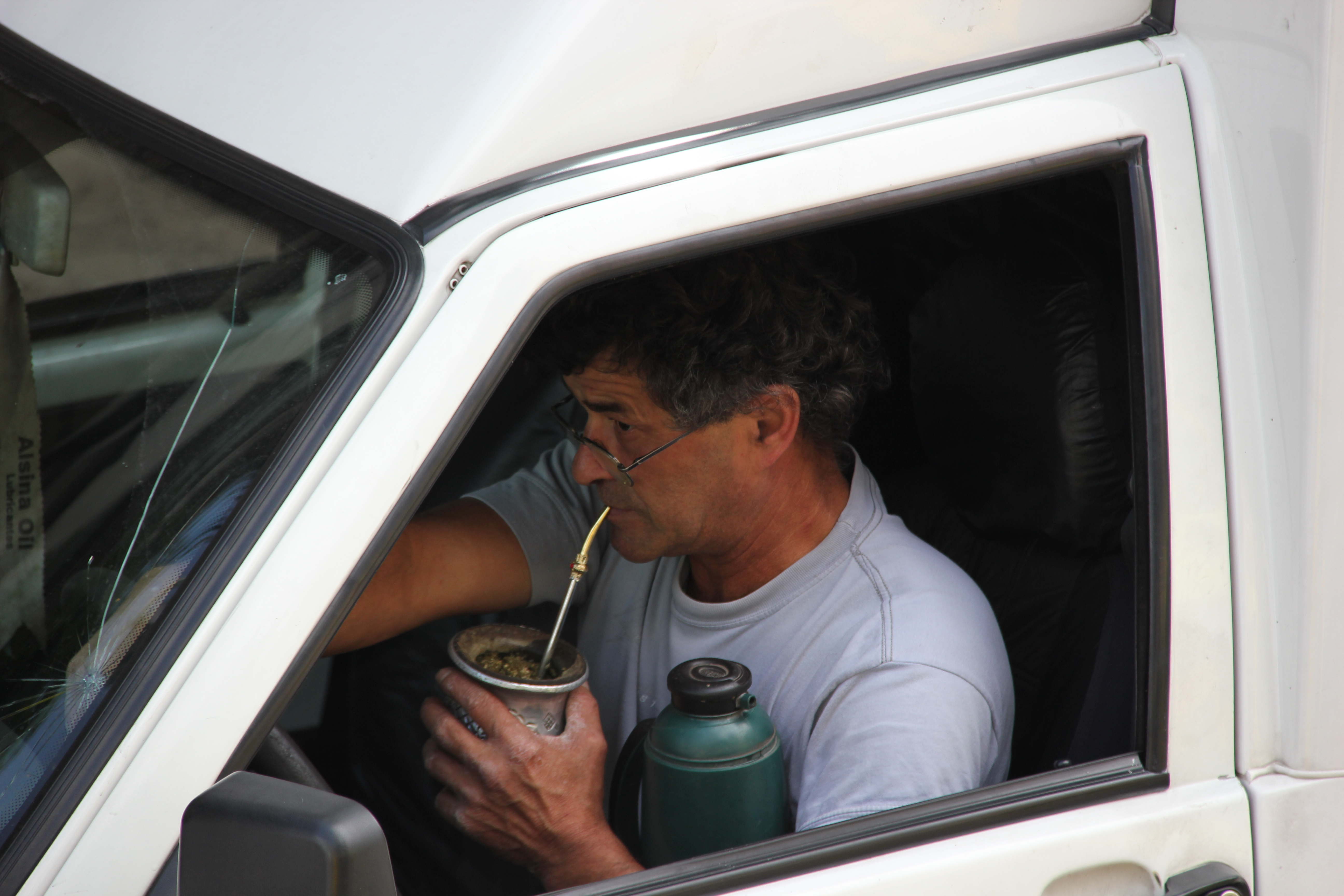
مردی در حال نوشیدن ماته در اتومبیل خود (بوئنوس آیرس).

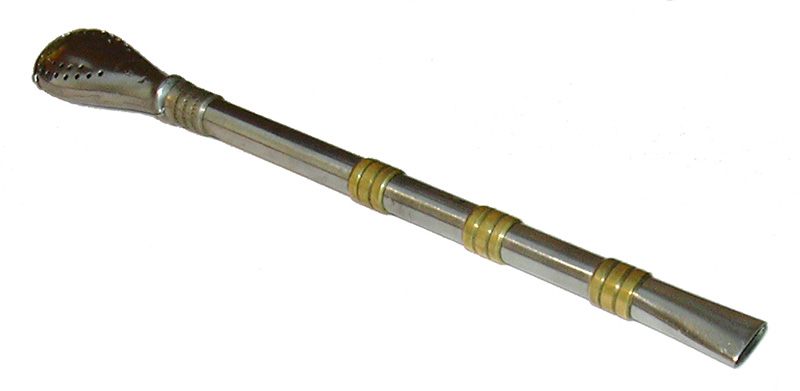
نی نقره‌ای متداول برای نوشیدن ماته به نام بومبیلا

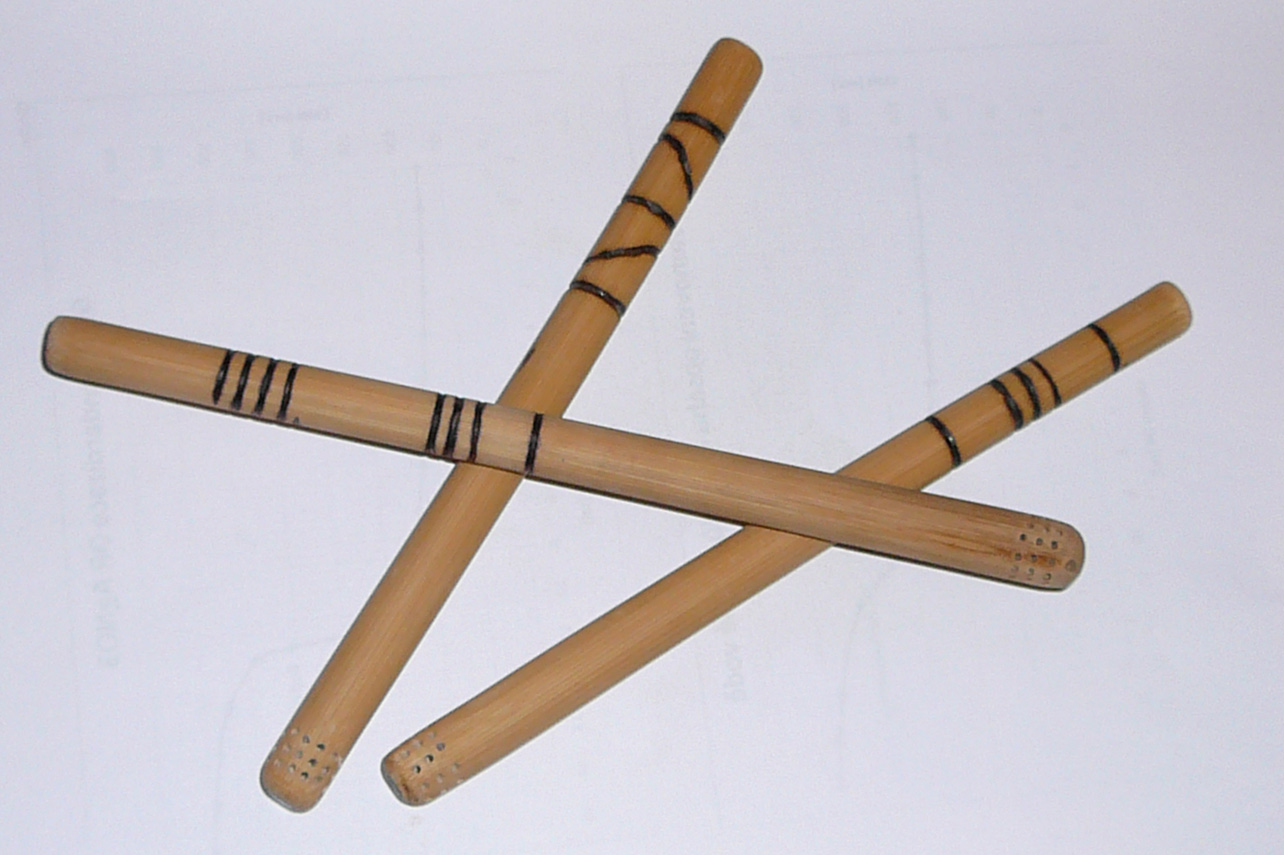
بومبیلای دست‌ساز از بامبو برای نوشیدن ماته

## نحوه دم کردن و نوشیدن
به‌صورت سنتی حجم زیادی از چای ماته را در پوسته توخالی کدو قلیانی ریخته و آب جوش اضافه می‌کنند، و پس از چند دقیقه که چای دم کشیده و به دمای قابل نوشیدن رسیده باشد با استفاده از نی‌های مخصوصی به نام بومبیلا، میل می‌کنند.
تفاله‌های چای ماته مانند چای سیاه بعد از اولین دم دور ریخته نمی‌شود، بلکه تا چندین بار روی تفاله را با آب جوش پر کرده و مصرف می‌نمایند، معمولاً مزه چای ماته در اولین دم به دلیل گرایش به تلخی مطلوب نبوده و بهترین طعم را در دم‌های دوم و سوم دارد، در دم‌های بعدی نیز مزه این چای کاهش پیدا می‌کند و از مطلوبیت آن کاسته می‌شود.

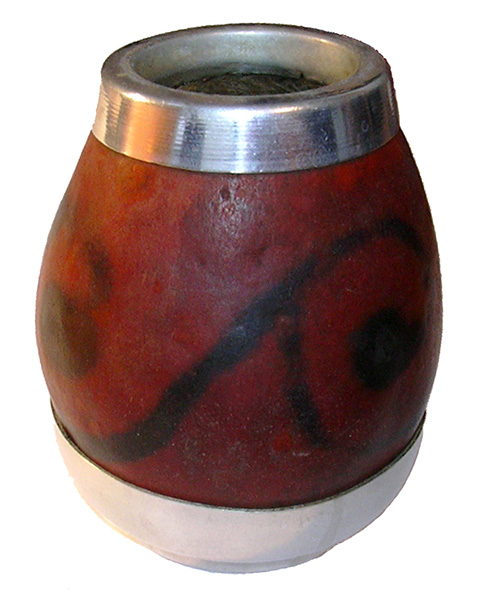
لیوان مخصوص چای ماته (گُرد کالاباش)

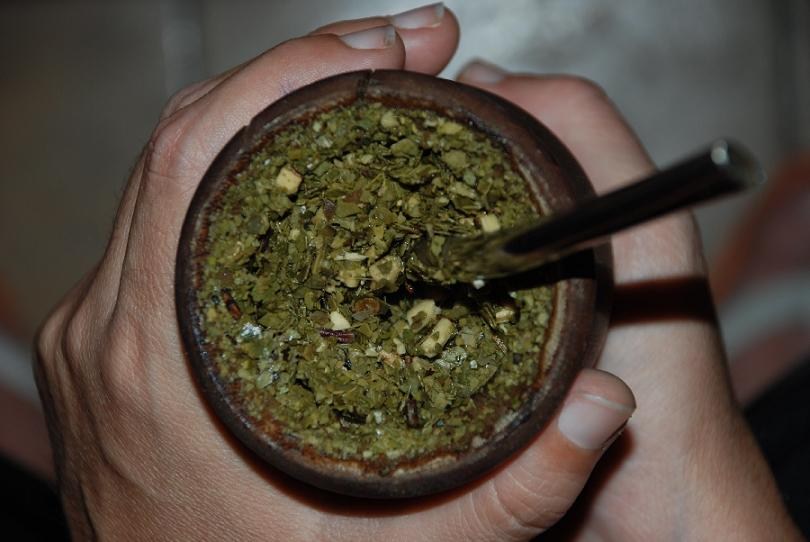
نحوه نوشیدن چای ماته

همچنین این نوشیدنی توانسته در بین سیاستمداران و ورزشکاران بزرگ دنیا علاقه مندان زیادی پیدا کند، که از بین آنها می‌توان به باراک اوباما، پاپ فرانسیس، لیونل مسی، کریستیانو رونالدو، نیمار، آنتوان گریزمن، داروین نونیز،الیسون بکر و الکسیس مک آلیستر و لویز دیاز و لوییس سوارز
اشاره کرد.

## خواص
چای ماته به‌طور طبیعی تقریباً تمام ریز مغذی‌های مورد نیاز بدن انسان را در خود دارد. نوشیدن منظم ماته به‌طور کلی سبب بهبود سیستم ایمنی، سم زدایی بدن و جلوگیری از بیماری‌ها می‌شود.
این نوشیدنی علاوه بر آنتی‌اکسیدان‌ها و پلی فنول‌ها، سرشار از مواد معدنی، اسیدهای آمینه و ویتامین‌های ضروری است. ویتامین‌های موجود در چای Mate عمدتاً از B-COMPLEX هستند که شامل ۸ ویتامین از ۱۳ ویتامین ضروری موردنیاز برای عملکرد بهینه DNA، نوسازی سلولی و کارایی متابولیک چربی‌ها و پروتئین‌ها است.
چای ماته با آنتی‌اکسیدان‌های بیشتری نسبت به چای سبز، یکی از غافلگیر کننده‌ترین و لذت بخش‌ترین اکتشافات جهان است و بالاتر از پر فروش‌ترین نوشیدنی‌های انرژی زای جهان قرار دارد. چای ماته دارای ترکیبات قدرتمندی است که از زمان‌های قدیم توسط مردم گوارانی، بومیان آمریکای جنوبی برای اهداف درمانی استفاده می‌شده‌است. فضیلت نوشیدن ماته بارها در طول تاریخ به دلیل اثر بخشی آن در کنترل برخی بیماری‌ها به اثبات رسیده‌است.
چای ماته با جلوگیری از تجمع کلسترول بد و تری گلیسیرید در شریان‌ها، خطر تصلب شرایین و بیماری‌های قلبی عروقی را کاهش می‌دهد و همچنین کلسترول HDL، معروف به «کلسترول خوب» را افزایش داده و خطر بیماری‌های قلبی را کاهش می‌دهد.
چای ماته می‌تواند عمر نورون‌های تحت تأثیر بیماری پارکینسون را افزایش دهد. بر اساس این مطالعه، برخی از ترکیبات موجود در ماته مانند تئوبرومین و اسید کلروژنیک دارای خواص محافظت کننده عصبی بهتری نسبت به کافئین و نیکوتین هستند که نشان می‌دهد نه تنها می‌تواند کلیدی برای پیشگیری از بیماری پارکینسون، بلکه حتی برای توسعه درمان در آینده باشد.
بر اساس مطالعه ای که توسط دانشگاه روزاریو انجام شد، اگرچه عادت به نوشیدن ماته برای جلوگیری از پوکی استخوان کافی نیست، اما اثر محافظتی روی استخوان‌ها دارد و به حفظ تراکم استخوان کمک می‌کند. این به‌طور گسترده در بیمارانی که در معرض خطر از دست دادن سریع تراکم استخوان هستند، مانند زنان یائسه، مورد مطالعه قرار گرفته‌است.
نوشیدن چای ماته با تحریک حرکات روده و همچنین جریان صفرا و شیره گوارشی، باعث بهبود هضم می‌شود. ماته راه حلی برای درمان یبوست است به شرطی که روزانه همراه با مقدار کافی آب همراه باشد. چای ماته همچنین تأثیر مثبتی بر سلامت روانی و عاطفی دارد و نوعی ضد افسردگی طبیعی به حساب می‌آید. برخلاف سایر نوشیدنی‌ها مانند قهوه، چای یا نوشیدنی‌های انرژی زای تجاری؛ نوشیدن چای ماته تأثیر بسیار کمی بر چرخه خواب شما دارد، بنابراین معمولاً بیخوابی ایجاد نمی‌کند. ماته با کاهش اشتها و افزایش متابولیسم سبب لاغری و کاهش وزن می‌شود.